# Widmo absorpcyjne

Atomowe widmo absorpcyjne

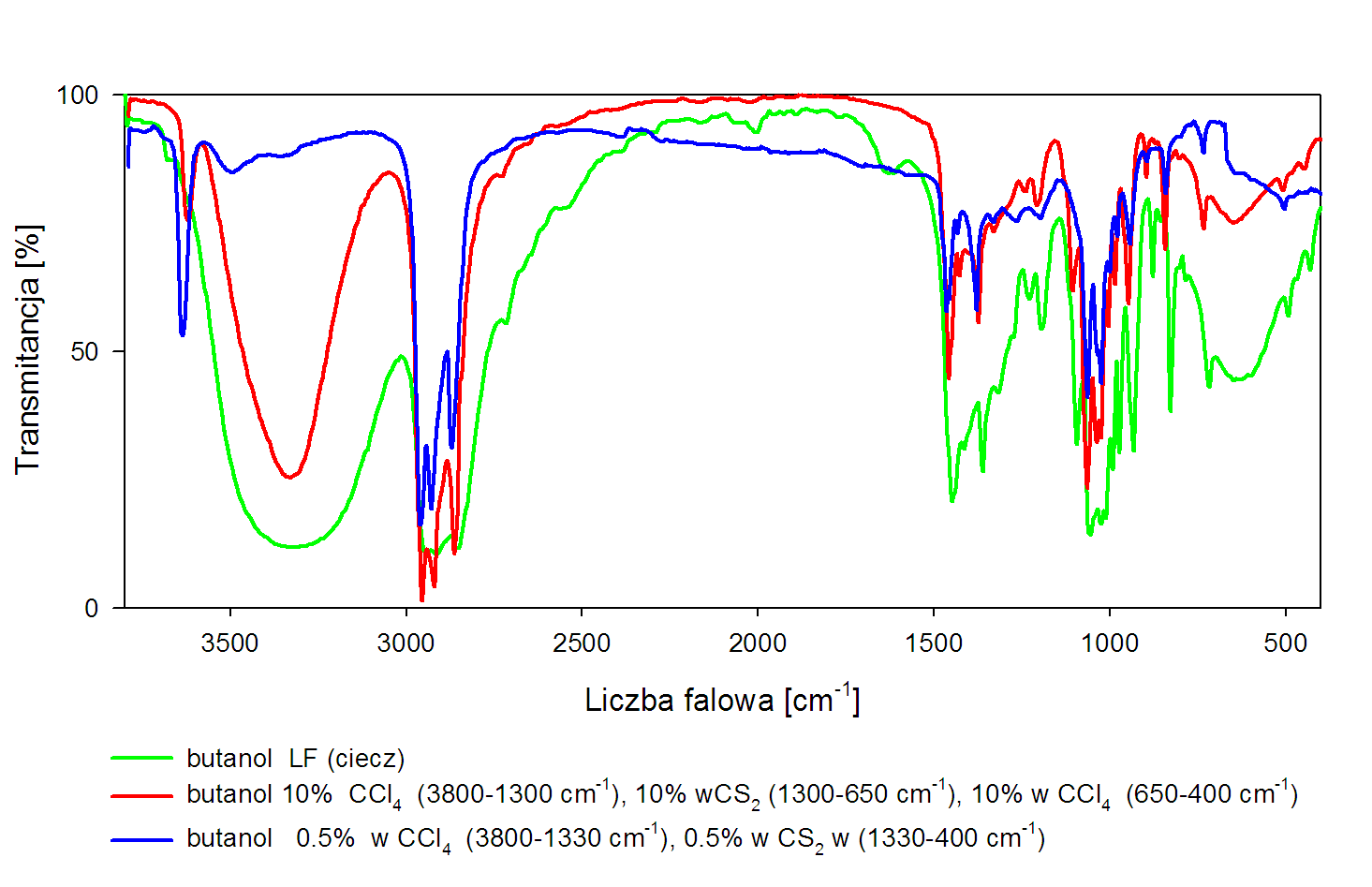
Oscylacyjno-rotacyjne widmo absorpcyjne butanolu w zakresie IR

Widma absorpcyjne cząsteczkowe receptorów w czopkach siatkówki oka (zob. rodopsyna)

Widmo absorpcyjne – widmo, które powstaje podczas przechodzenia promieniowania elektromagnetycznego przez chłonny ośrodek absorbujący promieniowanie o określonych długościach fali. Można je zarejestrować przy użyciu metod spektroskopii; graficznie ma postać widma ciągłego z ciemnymi liniami (dla pierwiastków gazowych). 
Występowanie widma absorpcyjnego jest spowodowane pochłanianiem przez substancję fotonów tylko o określonych długościach fal – takich które mogą spowodować wzbudzenie atomu lub cząsteczki do stanu dopuszczanego przez prawa mechaniki kwantowej. Zmiany stanu wzbudzenia dotyczą zarówno elektronów jak i oscylacji, i rotacji całych cząstek (zob. widmo oscylacyjno-rotacyjne, spektroskopia IR). 
Obrazem widma absorpcyjnego związku chemicznego są pasma o strukturze liniowej lub ciągłej z silniej lub słabiej zaznaczonymi ekstremami.